# Tania Russof
Tania Russof (Riga, 7 juni 1974) is een voormalig pornoster uit Letland, van Russische origine. Ze is ook bekend onder het pseudoniem Tanya Love. Ze werd door de Franse regisseur Pierre Woodman ontdekt, en begon haar carrière in 1994, waarna ze 46 films maakte. 
Ze sloot in 1994 een exclusief contract met de Private Media Group, 
In 1996 was ze Penthouse Pet of the Month, en in 1998 kreeg ze de Venus Award voor beste Europese actrice. 
Op 12 september 1996 trouwde Russof met Woodman, waarvan ze in september 2000 weer scheidde, waarop Russof haar porno-carrière beëindigde.